# Alexander Alekhine
Aleksandr Aleksándrovich Alejin o Aliojin (en ruso: Александр Александрович Алехин; nombre oficial como ciudadano francés: Alexandre Alekhine; en español: Alejandro Alejin; transcripción en inglés: Alexander Alekhine; 31 de octubre de 1892-24 de marzo de 1946) fue un ajedrecista ruso nacionalizado francés, cuarto campeón mundial que murió en posesión del título. Conocido por su estilo agresivo y combinativo entre los jugadores clásicos.

## Biografía

### Infancia
Alekhine nació en el seno de una rica familia en Moscú. Su padre era un terrateniente y miembro de la Duma Imperial de Rusia; su madre, Inés Prójorova, era la hija de un empresario. La familia estaba en el sector de los negocios textiles y tuvo tres hijos: Alekséi, Aleksandr y Varvara. Una buena muestra de la excentricidad de sus padres es que estos nombres se los pusieron a los hijos por ser de personajes de las obras del dramaturgo ruso A. Ostrovski.
Según su biógrafo más acreditado, el ajedrecista soviético A. Kótov, tanto su padre, por su trabajo, como su madre, entregada a obras benéficas y constantes reuniones sociales, además de comentarse que entregada al alcoholismo, dejaban a los niños solos constantemente. En ese ambiente, fue su abuela quien un día enseñó a jugar al ajedrez a los niños, resultando los dos varones con excelentes cualidades para asimilar el juego, si bien Aleksandr superaría claramente a su hermano mayor con el tiempo. Se sabe de fuentes seguras que el pequeño Alekhine no practicó formalmente el ajedrez de niño. Asistía a los clubes ajedrecísticos a escondidas de sus padres, pues en esos tiempos ellos no permitían a los niños acercarse a los clubes de ajedrez. Desarrolló su talento jugando partidas por correspondencia o jugando con su hermano mayor Alekséi. Hasta, para desarrollar su habilidad innata, analizaba partidas a la luz del candil de su habitación hasta altas horas de la noche.
Algunos historiadores sostienen la tesis de que el interés de Alexander de ser jugador profesional le surgió al presenciar, con 13 años, una demostración a la ciega del entonces célebre ajedrecista estadounidense Harry Nelson Pillsbury cuando este se presentó en Moscú, en la que se habría colado pese a la prohibición de entrar a los menores, si bien, aunque se conoce con certeza que dicha demostración existió, no se puede asegurar que Alekhine estuviera presente en ella.

### Juventud
Alekhine fue en los años de colegial y universitario un joven estudioso y extremadamente formal, que obtuvo la licenciatura en derecho en la Universidad de Moscú en 1914 e incluso brevemente ejerció la judicatura. Aleksandr Kótov, su principal biógrafo, aporta en su libro Alekhine testimonios de individuos quienes le conocieron en aquella época y aseguran que era totalmente abstemio.
La siguiente es la primera partida jugada por el joven Alekhine de que se tiene registro.
Blancas: Chinarev
Negras: Alekhine
1.b4 e5 2.Ab2 f6 3.e4 Axb4 4.Ac4 Cc6 5.f4 d6 6.c3 Aa5 7.Cf3 Ch6 8.d4 exd4 9.O-O dxc3 10.Cxc3 Ab6+ 11.Rh1 Ag4 12.h3 Axf3 13.Dxf3 Ad4 14.Tad1 Dd7 15.Dh5+ Cf7 16.Txd4 Cxd4 17.Cd5 b5 18.Axd4 bxc4 19.Axf6 c6 20.Axg7 cxd5 21.Axh8 De6 22.exd5 De4 23.Af6 Dg6 24.De2+ 1-0
El primer éxito deportivo de Alekhine fue su victoria, a los 17 años, en el torneo para aficionados de San Petersburgo en 1909, en el que ganó doce partidas, perdió dos e hizo dos tablas frente a los siguientes ajedrecistas: Izbinsky, Anatoly; Evtífiev, Teréshchenko, Romanovsky, Peterya; Elyashov, M.; Nikoláev, Viktor; Lébedev, Serguéi; Viájirev, Apollón; Gelbak, G.; Rosenkrantz, Karl; Rotlewi, Georg; Daniuszewski, Dawid y Maliutin, Borís. Se había visto anteriormente en partidas notables el talento de este genial maestro ruso, entrenado por el maestro Benjamin Blumenfeld. En esa ocasión, Alekhine ganó el título de maestro nacional. El torneo se desarrolló junto a otro evento de carácter profesional, en el que vencieron el alemán Emmanuel Lasker y el polaco Akiba Rubinstein.
En 1914, tras jugar otro torneo en San Petersburgo, Alekhine, Emmanuel Lasker, Frank Marshall, Siegbert Tarrasch y José Raúl Capablanca fueron los primeros ajedrecistas en conseguir el título de gran maestro.
La Primera Guerra Mundial lo sorprende disputando el torneo de Mannheim (Alemania), y tanto él como algunos otros de los participantes rusos (Yefim Bogoliúbov por ejemplo) fueron retenidos por la policía alemana como "extranjeros hostiles" y luego intercambiados por civiles alemanes arrestados en Rusia. A lo largo de la contienda, Alekhine interviene en actividades a favor de la Cruz Roja local.
La Revolución rusa lo sorprende en Moscú y Alekhine ve confiscados sus bienes. Pese a ello, en 1918 logra ganar un torneo ajedrecístico en Moscú, pero en junio de 1919 es arrestado en Odesa debido a ser sospechoso de espionaje en favor del Movimiento blanco, por su origen burgués. Un relato no comprobado cuenta que el propio León Trotski se presentó en la celda del ya famoso Alekhine para jugar una partida con él, donde el líder comunista fue vencido tras una serie de sorprendentes combinaciones, lo que le hubiera valido a Alekhine el favor de Trotski para ser liberado.
El régimen bolchevique instalado después de la victoria revolucionaria coarta el afán de Alekhine por seguir interviniendo en grandes competiciones ajedrecísticas en el extranjero hasta llegar a campeón mundial, para lo que se consideraba capacitado. Ante este panorama, y una vez liberado de su encarcelamiento, Alekhine se entrega al objetivo de salir de la Rusia comunista. En 1920 Alekhine gana el campeonato de Moscú (en abril) y luego el campeonato nacional de la Rusia soviética (en octubre), y gracias a su fama y conocimiento de idiomas extranjeros consigue un puesto de traductor oficial en la Comintern.
Hoy en día, los historiadores siguen sin ponerse de acuerdo sobre la forma en que Alekhine logró salir de Rusia cuando a nadie le estaba permitido semejante acción. Durante mucho tiempo en la Unión Soviética, Alekhine fue considerado traidor a la causa bolchevique porque se consideraba que había abandonado la Rusia comunista de forma clandestina. Sin embargo, descubrimientos posteriores a su muerte pueden venir a demostrar que, contra lo sospechado, Alekhine sí contaba con un visado que le permitía viajar al extranjero en tanto había conocido en 1920 a la periodista Anneliese Rüegg, nativa de Suiza y trece años mayor, con quien se casó en marzo de 1921 y con quien viajó a Francia meses después para una breve visita, de la cual nunca retornó. A este respecto, el propio A. Kótov en su libro declara tener en su poder una copia del visado de Alekhine emitido por el Ministerio de Asuntos Exteriores bolchevique y firmado por su subsecretario Lev Karaján.
Alekhine se asentó en Francia en 1921, donde adquirió la nacionalidad francesa seis años después. En 1925, homologa sus estudios de leyes en la Universidad de la Sorbona de París. Alekhine era conocido por sus coetáneos como «doctor Alekhine», título otorgado por un supuesto doctorado en Derecho adquirido en la Sorbona, pero nunca ha podido comprobarse la veracidad del mismo, por lo que se supone que pudo ser una invención suya. Alekhine llevó una vida cosmopolita, visitó muchos países y llegó a hablar hasta seis idiomas: ruso, francés, alemán, inglés, español y portugués.

### Campeón mundial
En Europa, antes de enfrentarse a Capablanca por el título mundial, logra tres triunfos sonados. En 1925, logra el primer puesto en el torneo de Baden-Baden; en 1926, vence en un encuentro particular a Max Euwe; y en 1927, obtiene el segundo puesto en el torneo de Nueva York, después de José Raúl Capablanca, quien en esos años era Campeón mundial de ajedrez.
En aquella época, el poseedor del título mundial solo lo ponía en juego frente al oponente que fuera capaz de cumplir una serie de condiciones impuestas por el mismo campeón. Para alejar posibles candidatos peligrosos, los campeones solían pedir como requisito una suma altísima de dinero a título de "garantía" a pagar en favor del vencedor, lo cual ningún jugador normal se podía permitir si no era financiado por un mecenas. Alekhine trató en vano de encontrar uno y Capablanca se sentía seguro de retener su título, cuando sorpresivamente el gobierno de la República Argentina, a instancias del "Club Argentino de Ajedrez", anunció que estaba dispuesto a poner como garantía el dinero que Capablanca solicitaba, a condición de que el encuentro se celebrase en Buenos Aires. Todavía hoy se desconocen las razones del gobierno argentino para esto, aunque se sospecha que, al ser considerado Capablanca un jugador invencible y que en el ya referido torneo de Nueva York había sacado a Alekhine una ventaja de 2,5 puntos, se preveía un triunfo aplastante del campeón ante el aspirante, lo cual acabaría definitivamente con las constantes pretensiones de este.
Del 16 de septiembre al 29 de noviembre de 1927 se celebró en Buenos Aires el partido Capablanca-Alekhine con el título mundial de ajedrez en juego. Alekhine venció a Capablanca por un marcador final de 18,5 a 15,5 y se convirtió en campeón del mundo, en tanto ambos rivales habían pactado declarar campeón a quien primero venciera en seis partidas. Alekhine no solo superó a su adversario sino que tuvo que enfrentarse además a serios problemas dentales, ya que durante el transcurso de la competición le fueron extraídas seis muelas. Tras su regreso de Buenos Aires, con el título de campeón en su poder, Alekhine tuvo una gran desilusión. Su barco hizo escala en Barcelona, donde una gran multitud de aficionados españoles le dispensó un recibimiento espectacular. A su llegada a París, Alekhine esperaba un recibimiento semejante de los aficionados locales; pero apenas si fueron a recibirlo sus amigos y algunos pocos conocidos. El fastidio del campeón aumentó por cuanto durante el partido de Buenos Aires el gobierno francés le había remitido un mensaje oficial concediéndole la ciudadanía francesa (el 5 de noviembre).
Alekhine negó posteriormente a Capablanca la posibilidad de un encuentro de revancha (aunque, en teoría, estaba obligado a ello) poniendo como condición también el pago de una suma de dinero exageradamente alta para ello, debido a la extrema enemistad surgida entre los dos jugadores durante el torneo. En cambio, Alekhine sí aceptó defender su título con condiciones más ventajosas frente a otros jugadores. El primero de ellos fue Efim Bogoliúbov, dos veces: en 1929 en Wiesbaden y en 1934 en Baden-Baden. Tras este campeonato pronunció unas severas críticas hacia el gobierno de la URSS, por lo cual la Federación Soviética de Ajedrez lo tachó de "enemigo del Estado" y rompió todo contacto con él. Su hermano Alexei (aún residente en Moscú) también repudió los comentarios antisoviéticos. Alekhine logró importantes triunfos en esta época, como sus victorias en los torneos de San Remo en 1930 y en Bled en 1931.

### Pérdida y recuperación del título
En 1935, Alekhine perdió el título ante el maestro neerlandés Max Euwe. A estas alturas, Alekhine ya se excedía frecuentemente en el consumo de licor y se presentó a varias partidas del match realmente ebrio, según relata el propio Euwe.
Desposeído del título tras la derrota, Alekhine dejó el alcohol para aplicarse en la preparación más estricta posible a fin de recuperar el campeonato del mundo. Esta altísima exigencia logró que Alekhine derrotara a Euwe en un partido en 1937 y recobrase el título mundial. Es especialmente significativa la sexta partida de este partido, en la que, por primera vez en la historia de los campeonatos mundiales de ajedrez, Alekhine ofreció en la apertura de la partida el sacrificio de una pieza (un caballo), a cambio de un ataque meramente especulativo. Después de pensar mucho sobre esta rara jugada, Euwe tuvo miedo de pasar al ataque, declinó el sacrificio y terminó perdiendo la partida. Si bien análisis posteriores demostraron que el sacrificio debía aceptarse, esta partida prueba cómo Alekhine se esforzó en preparar el partido, buscando incluso nuevas jugadas sorpresivas en las aperturas. Con esto Alekhine retuvo el título mundial hasta su muerte.

### Madurez
Tres guerras se cruzaron en su camino a lo largo de su vida. Ya en su madurez, el estallido de la Segunda Guerra Mundial sorprende a Alekhine en Argentina defendiendo el tablero número 1 de Francia en la Olimpiada de ajedrez de 1939 que se realizaba desde el 21 de agosto de 1939, volviendo a Francia en enero de 1940. Nadie sabe qué obligó a Alekhine a volver a Europa, al contrario que algunos ajedrecistas europeos que decidieron quedarse en tierras sudamericanas, pero pudo influir su rechazo a un nuevo pedido del maestro cubano José Raúl Capablanca (también presente en Buenos Aires) para poner en juego el título mundial aprovechando la estancia de ambos en Argentina. Alekhine se alista en el ejército francés como oficial de sanidad pero tras la Batalla de Francia huye a Marsella para desde ahí escapar a Estados Unidos con su esposa Grace Wishaar, millonaria estadounidense de origen judío, pero fracasa en su empeño. El alto mando de la Wehrmacht, al reconocer en él al campeón mundial de ajedrez, le otorga un trato de favor y le ofrece respetar las propiedades de su esposa en Francia a cambio de participar en torneos patrocinados por la Alemania nazi. Alekhine jugó en los siguientes años varios torneos dentro del Tercer Reich o en territorios ocupados por los alemanes.
En 1941, se publicaron unos artículos antisemitas presuntamente escritos por él, titulados "El ajedrez ario" y "El ajedrez judío" en el Pariser Zeitung, periódico de las tropas alemanas acantonadas en París. Hasta la fecha, se desconoce si realmente Alekhine fue el autor o los alemanes aprovecharon la importancia de su nombre en el mundo del ajedrez. Tras 1945 Alekhine admitió haber escrito dos artículos sobre estilos ajedrecísticos a cambio de que el gobierno nazi le permitiera seguir jugando sin molestias, pero que los mismos fueron luego alterados por funcionarios de propaganda de la Gestapo para mostrar una supuesta "adhesión" de Alekhine al nazismo donde se "condenaba el estilo defensivo" de ajedrecistas de origen judío como Réti y Nimzowitsch.
En esta época contrajo la escarlatina, cuyas secuelas lo acompañaría ya de por vida. Una vez recuperado de ella, el gobierno del Tercer Reich, que comenzaba a tener muchas preocupaciones por el transcurso poco favorable de la contienda, le dejó marchar a la neutral España en 1943. En 1943, Alekhine llega a España, donde es bien acogido por los aficionados y subsiste dando exhibiciones de simultáneas. Pero ya a estas alturas era una persona física y anímicamente destruida. La Revolución rusa lo había privado de su herencia y la Segunda Guerra Mundial, además de contraer durante ella la escarlatina a una edad impropia de esta enfermedad (51 años), con lo que ello representa de peligroso, le hizo perder su título de campeón mundial. "Me han destruido las dos guerras", fue el título de un artículo que escribió por entonces.
Ya en España, el prestigioso cardiólogo Martínez Moreno le advierte que el estado de su hígado es desastroso y que su tensión arterial (cuya máxima solía rondar 280) terminaría por matarlo si no dejaba el alcohol. Pero Alekhine continúa con las continuas borracheras, hasta que ya no pueden ayudarle aquellos que en España tanto lo hicieron, ya que no solamente no se corregía sino que necesitaba bastante dinero para subsistir y para procurarse licor. Allí Alekhine participa en torneos locales contra ajedrecistas españoles y portugueses, y conoce al niño prodigio español Arturo Pomar, quien a sus doce años (en 1944) logra empatar una partida con Alekhine en Gijón.

### Ocaso y muerte
Terminada la guerra, el mundo del ajedrez comienza a reorganizarse. La Federación de Ajedrez de Gran Bretaña toma la responsabilidad de organizar el nuevo campeonato por el título mundial, para lo cual en agosto de 1948 invitan a cinco ajedrecistas a disputar un partido, cuyo ganador será el campeón. Curiosamente, entre estos ajedrecistas no está Alekhine, pese a ser el campeón mundial en activo. Lo que dieron en llamar colaboracionismo del ruso con los alemanes lo privaba, según los organizadores, de la posibilidad de defender su título ganado en 1937.

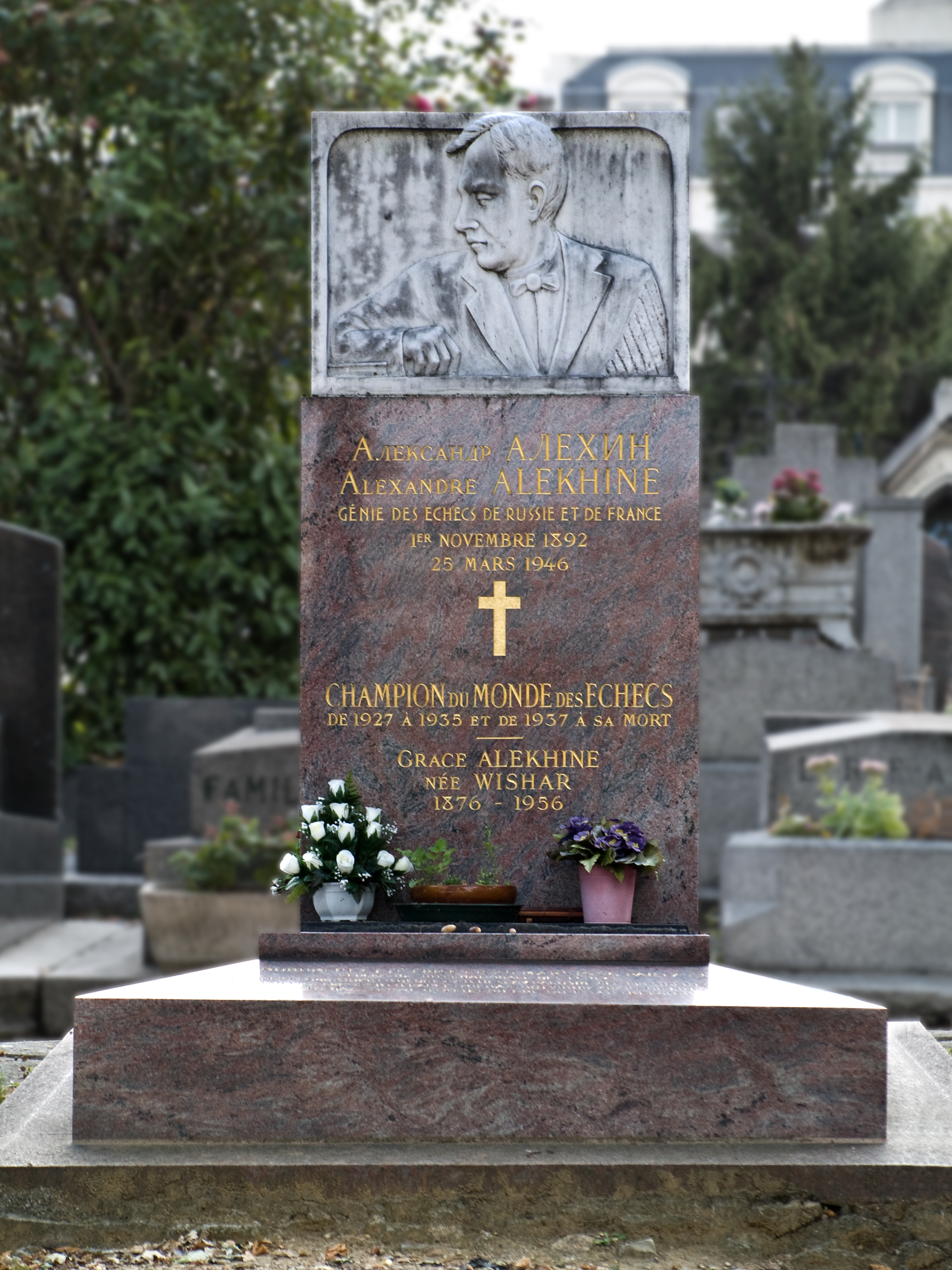
Tumba de Alexander Alekhine y Grace Wishar, París, Francia.

Se refugia en Estoril (Portugal), donde recibe una luz de esperanza para él. El soviético Mijaíl Botvínnik, que a la postre sería el nuevo campeón mundial, al imponerse a sus cuatro oponentes en el partido celebrado en La Haya, escribe una carta a Alekhine diciendo que pese a la organización británica del título, Botvinnik aún lo considera como el "campeón vigente" y que está dispuesto a celebrar la disputa del título en Moscú, tal y como ambos habían acordado con la FIDE antes del inicio de la guerra.
Al igual que hizo años atrás en la revancha ante Euwe, Alekhine deja el alcohol y se prepara para el encuentro por el campeonato del mundo frente a Botvínnik. La ilusión de visitar su Rusia natal y retornar a la élite del ajedrez le da nuevas fuerzas; pero la suerte le resultó nuevamente esquiva y esta vez fue la definitiva, pues Alekhine falleció en la habitación de un hotel en Estoril meses después de recibir la carta de Botvínnik, en 1946. Aún se discute la causa de su muerte. Hay una versión de que se atragantó comiendo un gran pedazo de carne, si bien recientes descubrimientos aseveran que se trató en verdad de un ataque al corazón. Otras sospechas apuntaban a veteranos agentes de la Resistencia francesa ansiosos de matarlo por presunta traición durante la contienda, o inclusive un atentado de la KGB soviética con el mismo motivo. En este sentido, su hijo Aleksandr, fruto de su segundo matrimonio, ha dado a conocer al mundo una copia de la autopsia practicada en su día indicando el atragantamiento, por lo que la polémica debería quedar cerrada.
Fue enterrado en Lisboa un mes después de su muerte, ya que nadie reclamaba su cuerpo. La FIDE decidió posteriormente pagar los gastos de su traslado a Rusia para ser inhumados allí sus restos; pero su cuarta esposa, Grace Wishar, reclamó el cuerpo, cuando curiosamente no lo había hecho antes, y ejerció su derecho de que fuera enterrado en París. Sus restos se encuentran en el cementerio de Montparnasse en París desde 1956.
Alekhine, que desde que salió de su Rusia natal soñó siempre con volver a ella, no pudo cumplir su sueño ni aun después de muerto. Por esta circunstancia, buena parte de sus biógrafos lo llaman "el ruso errante".

### Vida privada
No se conocen muchos datos de la vida privada de Alekhine. Todos sus biógrafos coinciden en que era un hombre de un carácter realmente insoportable, tachándolo de ególatra y soberbio, además de muy iracundo, caprichoso, alcohólico y aficionado a los juegos de azar.
Se casó en cuatro ocasiones, que se sepa. Un rasgo peculiar de Alekhine es que le gustaban las mujeres mayores que él. Su primer matrimonio fue con la baronesa rusa Sergewin (1920). Este matrimonio no está suficientemente acreditado, según Aleksandr Kótov, aunque sí se sabe que tuvo una hija con ella. Ya en Moscú, trabajando para la Comintern, se casó con una periodista suiza de filiación comunista, Annaliese Rüegg (13 años mayor que él), con quien tuvo un hijo, Aleksandr. Posteriormente, se casó en Francia con Nadezhda Fabritsky, viuda de un importante general ruso. Baste decir de este tercer matrimonio que Nadezhda tenía una hija solo dos años menor que Alekhine. Por último, se casó con otra viuda, la estadounidense Grace N. Wishar, que a la postre fue la mujer de su vida. Era de origen judío británico, aficionada al ajedrez, heredera de una cuantiosa fortuna y dieciséis años mayor que Alekhine.
Pablo Morán, importante ajedrecista español que ha sido también biógrafo de Alekhine, afirma que su tercer matrimonio nunca se produjo, y que Alekhine convivió con Nadezhda Fabritsky pero nunca contrajo matrimonio con ella.
Es de destacar la afición y el cariño que Alekhine tenía por los gatos. Tuvo un gato siamés, al que llamó Chess, que se llevaba a las partidas contra Euwe, sabedor de que este era alérgico a tales animales. El gato en cuestión lo llevaba en su regazo, y en ocasiones el felino saltaba a la mesa y husmeaba el tablero y las piezas. Esta anécdota no deja de ser una demostración del mal carácter de Alekhine y de su comportamiento infantil en muchos casos, así como de la gran caballerosidad de Max Euwe, ajedrecista del que todos coinciden en señalar su firme respeto hacia sus rivales, como lo demostró al cumplir con la obligación pactada de jugar la revancha contra Alekhine. En recuerdo de esta afición, al pie de la tumba de Alekhine aparece también una pequeña escultura de un gato.

## Aportes ajedrecísticos
Alekhine formó parte de la generación de ajedrecistas que a principios del siglo XX renovaron los principios conceptuales y epistemológicos del ajedrez; aportando nuevas ideas estratégicas a las hasta entonces en vigor y que habían tenido en jugadores como Wilhelm Steinitz, Siegbert Tarrasch o Akiba Rubinstein sus más claros exponentes. Esta escuela innovadora, generalmente llamada "hipermoderna", tiene en Richard Réti y Aron Nimzowitsch a sus fundadores y alteró las concepciones canónicas en teoría de aperturas, estrategia en el medio juego, etc. Alekhine recogió y practicó estas innovaciones en su juego.
Como en cualquier otro gran jugador, en Alekhine se daban profunda estrategia, dominio de los finales y virtuosismo técnico. Pero el estilo personal de Alekhine se caracterizó por su poderosa facultad para la combinación y la táctica, unidas a una desbordante fantasía, así como por sus tendencias agresivas: tal vez haya sido el más peligroso atacante de todos los tiempos. Junto a ello, una tenaz voluntad de victoria y una capacidad de trabajo y de estudio teórico del que carecía, por ejemplo, Capablanca.
Constante estudioso e innovador de la teoría ajedrecística, múltiples variantes de aperturas llevan su nombre por haber sido desarrolladas con éxito por él por primera vez. Incluso una apertura, la Defensa Alekhine, se llama así en su honor, ya que, aunque era conocida con anterioridad, fue él quien en 1921 en Budapest la utilizó con sentido y demostró la validez de la misma, en contra de las refutaciones que había tenido hasta ese momento.
Alekhine también sobresalió de forma considerable en el ajedrez a la ciega. En 1924, bate por primera vez el récord mundial de simultáneas a la ciega jugando contra 26 tableros, con 6 derrotas. En 1925, supera su propio récord, enfrentándose a 28 tableros, con solo 2 derrotas. En 1933, se enfrenta a 32 tableros, con 4 derrotas, y en 1934, Alekhine y George Koltanowsky dan una simultánea frente a 6 equipos en consulta. La modalidad de ajedrez a la ciega ha supuesto siempre un considerable esfuerzo para su practicante. No obstante, hubo muchos jugadores de ajedrez que tenían una capacidad innata para ello; otra cosa es la calidad de esas partidas. Alekhine tiene en su haber partidas magistrales jugadas a la ciega, demostrativas de su gran calidad también es esta modalidad.
Localmente, los rusos lo consideran receptor del testigo del padre del ajedrez ruso, Mijaíl Chigorin, y a ambos como pioneros y referentes del ajedrez en aquella tierra, que se convertiría en la segunda mitad del siglo XX en la dominadora del ajedrez mundial por la calidad de sus jugadores, como consecuencia de ser declarado deporte nacional y de su táctica de captación y entrenamiento de los talentos infantiles.
Una partida excepcional inventada por Alekhine que se transcribe a continuación se conoce como la "partida de las cinco damas":
|       |       |       |       |       |       |       |       |    |  |
|       | a8 rd | b8    | c8 bd | d8    | e8    | f8    | g8 ql | h8 |  |
| a7 pd | b7 pd | c7    | d7    | e7    | f7    | g7    | h7    |    |  |
| a6    | b6 kd | c6 nd | d6    | e6    | f6    | g6    | h6 rl |    |  |
| a5    | b5    | c5 bd | d5 pd | e5    | f5    | g5    | h5    |    |  |
| a4    | b4    | c4    | d4    | e4    | f4 ql | g4    | h4    |    |  |
| a3    | b3    | c3    | d3    | e3 ql | f3 kl | g3    | h3    |    |  |
| a2    | b2    | c2 qd | d2    | e2    | f2 pl | g2    | h2    |    |  |
| a1    | b1 qd | c1    | d1    | e1    | f1 bl | g1 nl | h1    |    |  |
|       |       |       |       |       |       |       |       |    |  |

Blancas: Alekhine
Negras: Gregorieff
1.e4 e6 2.d4 d5 3.Cc3 Cf6 4.Ag5 Ab4 5.e5 h6 6.exf6 hxg5 7.fxg7 Tg8 8.h4 gxh4 9.Dg4 Ae7 10.g3 c5 11.gxh4 cxd4 12.h5 dxc3 13.h6 cxb2 14.Tb1 Da5+ 15.Re2 Dxa2 16.h7 Dxb1 17.hxg8=D+ Rd7 18.Dxf7 Dxc2+ 19.Rf3 Cc6 20.Dgxe6+ Rc7 21.Df4+ Rb6 22.Dee3+ Ac5 23.g8=D b1=D 24.Th6 Abandonan
Blancas: Alekhine
Negras: Supico
Partida simultánea
Lisboa, 1941
1.e4 e5 2.d4 exd4 3.c3 dxc3 4.Cxc3 Ab4 5.Ac4 De7 6.Cge2 Cf6 7.O-O O-O 8.Ag5 De5 9.Axf6 Dxf6 10.Cd5 Dd6 11.e5 Dc5 12.Tc1 Da5 13.a3 Axa3 14.bxa3 c6 15.Ce7+ Rh8 16.Dd6 Dd8 17.Cd4 b6 18.Tc3 c5 19.Cdf5 Aa6 20.Dg6 1-0
| Predecesor: José Raúl Capablanca | Campeón del mundo de ajedrez 1927-1935 | Sucesor: Max Euwe         |
| Predecesor: Max Euwe             | Campeón del mundo de ajedrez 1937-1946 | Sucesor: Mijaíl Botvínnik |